# Buddha Bar
Buddha Bar (ou Buddha-Bar) est une chaîne de restaurant-bar-lounge créée en 1996. La marque possède aussi des spas, hôtels et cafés. Elle édite également des compilations musicales.

## Historique
Le premier établissement a été fondé à Paris en 1996 par le Franco-Roumain Raymond Visan (pour la restauration et le design) et le Franco-Tunisien Claude Challe (pour la musique). Il fait partie du groupe George V Eatertainment.
La marque ouvre des établissements dans d'autres villes de France et des capitales à l'international (Marrakech, Beyrouth, Budapest, Saint-Petersbourg, Caracas, Bakou, Dubaï, Mykonos, Londres, Manille, Kiev, Moscou, Monaco Monte-Carlo, Lyon, Tbilissi et Prague).
Le groupe George V étend le concept à l’hôtellerie de luxe et ouvre plusieurs Buddha-Bar Hôtels notamment à Budapest, Prague et Paris. Le Buddha-Bar Hotel de Budapest ayant été primé en 2013.
Le concept s’étend également au Beach Club avec l'ouverture des Buddha-Bar beach, dans les villes de Santorin, Mykonos, Abu Dhabi ou Mazagan, ou encore à l'île Maurice.

## Concept
Le concept des établissements Buddha-Bar est celui de bars-restaurants à l'ambiance lounge servant une cuisine asiatique. Tous sont conçus sur le même modèle : une salle de restaurant à deux étages avec une statue de Bouddha géante et un bar en forme de dragon.  
La marque Buddha-Bar vend par ailleurs une collection de compilations homonymes. En janvier 2017, il est annoncé que les DJ Ravin et Sam Popat ont conclu un partenariat avec Radio FG pour une résidence hebdomadaire.